# Urad Vlade Republike Slovenije za komuniciranje
Urad vlade Republike Slovenije za komuniciranje (kratica UKOM) je slovenska samostojna strokovna služba, ki skrbi za obveščanje domače javnosti o delu predsednika vlade in ministrstev v Sloveniji. Trenutna direktorica je Petra Bezjak Cirman.

## Zgodovina
UKOM ima za seboj dolgo razvojno pot. V samem začetku je tovsrtne naloge opravljal Urad za informacije pri Izvršnem svetu SRS, ustanovljen 19. junija 1958. Ta se je kasneje preimenoval v Sekretariat za informacije v Izvršnem svetu SRS in nato v Republiški komite za informiranje. Po prvih demokratičnih volitvah v Sloveniji v letu 1990 je slednji z novim zakonom o državni upravi in z njeno reorganizacijo postal najprej Sekretariat za informiranje in kasneje Ministrstvo za informiranje.
V času osamosvojitvene vojne v Sloveniji je ministrstvo odigralo pomembno vlogo pri obveščanju javnosti o dogajanju v Sloveniji, resor je vodil Jelko Kacin. Leta 1993 je bil namesto dotedanjega ministrstva ustanovljen Urad vlade za informiranje. Z novim sklepom o nalogah Urada Vlade Republike Slovenije za informiranje, ki je stopil v veljavo marca 2007, se je urad preimenoval v Urad vlade za komuniciranje.

## Direktorji
- Gregor Krajc (januar 2006 - junij 2007)
- Anže Logar (junij 2007 - december 2008)
- Veronika Stabej (december 2008 - maj 2010)
- Darijan Košir (maj 2010 - februar 2012)
- Anže Logar (februar 2012 - marec 2013)
- Matija Sevšek (marec 2013 - april 2013)
- Boštjan Lajovic (maj 2013 - avgust 2015)
- Kristina Plavšak Krajnc (september 2015 - marec 2020)
- Miro Petek (marec 2020)
- Uroš Urbanija (marec 2020 - junij 2022)
- Dragan Barbutovski (junij 2022 - avgust 2022)
- Petra Bezjak Cirman (avgust 2022 - danes)